# (11832) Pustylnik
(11832) Pustylnik est un astéroïde de la ceinture principale.

## Description
(11832) Pustylnik est un astéroïde de la ceinture principale. Il fut découvert le 21 septembre 1984 à La Silla par Henri Debehogne. Il présente une orbite caractérisée par un demi-grand axe de 2,40 UA, une excentricité de 0,21 et une inclinaison de 3,3° par rapport à l'écliptique.

## Compléments